# Owstonia totomiensis
Owstonia totomiensis är en fiskart som beskrevs av Tanaka, 1908. Owstonia totomiensis ingår i släktet Owstonia och familjen Cepolidae. Inga underarter finns listade i Catalogue of Life.